# Jazep Adamowicz
Jazep Adamowicz, biał. Язэп Адамовіч (ur. 26 grudnia 1896?/7 stycznia 1897 w Bobrujsku, zm. 22 kwietnia 1937 w Mińsku) – białoruski działacz polityczny, komunista, premier Białoruskiej SRR.

## Życiorys
Pochodził z rodziny robotniczej, już w wieku 10 lat podjął pracę fizyczną w Bobrujsku, później pracował na terenie Mińska i Tbilisi.
W czasie I wojny światowej walczył w armii rosyjskiej. W 1916 roku wstąpił do SDPRR(b), by dwa lata później organizować białoruski ruch bolszewicki. W 1918 roku mianowano go komisarzem guberni smoleńskiej, walczył z siłami antybolszewickimi w trzech guberniach wschodniej Białorusi (smoleńskiej, homelskiej i witebskiej).
Od września 1920 roku pełnił funkcję komisarza wojskowego Białoruskiej Socjalistycznej Republiki Radzieckiej, by rok później objąć urząd wiceprzewodniczącego Rady Komisarzy Ludowych i szefa resortu spraw wewnętrznych.
Od 1924 roku stał na czele rządu Białoruskiej SRR, popierając politykę białorutenizacji, za co oskarżono go w 1927 roku o nacjonalizm i odsunięto od pełnienia funkcji.
Przez krótki czas kierował w Moskwie resortem przemysłu cukrowego, w 1932 roku zesłano go na Kamczatkę, gdzie szefował lokalnemu przedsiębiorstwu połowu ryb.
W 1937 roku przewieziony do więzienia w Mińsku, gdzie według oficjalnej wersji popełnił samobójstwo.